# Kraussella
Kraussella is een geslacht van rechtvleugeligen uit de familie veldsprinkhanen (Acrididae). De wetenschappelijke naam van dit geslacht is voor het eerst geldig gepubliceerd in 1909 door Bolívar.

## Soorten
Het geslacht Kraussella omvat de volgende soorten:
- Kraussella amabile Krauss, 1877
- Kraussella coerulipes Karny, 1917